# 松岡里枝
松岡里枝（日语：／，1989年10月23日—），是日本女性模特兒、部落客，出生於神奈川縣茅崎市，身高165公分，體重42公斤，血型A型，愛稱是「おかりえ」（Okarie）。

## 經歷

### 模特兒
主要在《Popteen》等少女雜誌上作為讀者模特兒活動。2009年1月1日開始在CROOZ部落格上經營自己的官方部落格『おかりえブログ』。

### 品牌總監
2010年5月，簽下合約進入ジャパンイマジネーション股份有限公司後，成立「Ank Rouge（アンクルージュ）」品牌。
品牌名稱以「Ank」代表「象徵為了女性的愛與幸福」的符號「♀」，以及有「比粉紅更紅的紅色」之意的「Rouge」 來命名。並於同年9月4日在SHIBUYA109六樓開設一號店。

## 人物
2009年2月就開始一個人在東京都澀谷區生活。屢次為了自己在部落格上輕率的言行舉止而引發的爭議道歉。。

## 出演

### 雜誌
- 《Popteen》讀者模特兒
- 《I LOVE mama》在2011年7月號上首次登場

### 電視節目
- 東京KAWAII TV（NHK，2009年・2010年）來賓

### MV
- SoulJa「Way to Love〜最後の恋〜feat.唐沢美帆」（2010年）
- S'capade feat. 傳田真央「Mid Night Sweet」（2010年）
- So' Fly「First Kiss」（2010年）
- K.J. with YU-A「近づきたくて」（2011年）

## 電視劇化
至今為止的人生的被拍成電視劇『オシャレに恋したシンデレラ〜おかりえが夢を叶えるまで〜』。由SKE48的松井玲奈飾演主角松岡りえ。2011年10月1日開始每週一回在手機網站BeeTV上獨家放送，全14話。

## 外部連結
- （日語） 松岡里枝CROOZ Blog （页面存档备份，存于）
- 松岡里枝的X（前Twitter）
- （日語） 松岡里枝Official Blog「OKARIE BLOG」Powered by Ameba: （页面存档备份，存于）

監製品牌
- Ank Rouge（アンクルージュ） （页面存档备份，存于）